# Xanthoparmelia scabrosinita
Xanthoparmelia scabrosinita är en lavart som först beskrevs av Essl., och fick sitt nu gällande namn av Elix. Xanthoparmelia scabrosinita ingår i släktet Xanthoparmelia och familjen Parmeliaceae.   Inga underarter finns listade i Catalogue of Life.